# Ancistrus brevifilis
Az Ancistrus brevifilis a sugarasúszójú halak (Actinopterygii) osztályának harcsaalakúak (Siluriformes) rendjébe, ezen belül a tepsifejűharcsa-félék (Loricariidae) családjába tartozó faj.

## Előfordulása
Az Ancistrus brevifilis Dél-Amerikában fordul elő. A venezuelai Tuy-folyómedence egyik endemikus hala. Kizárólag a Miranda nevű szövetségi államban lelhető fel.

## Megjelenése
Ez a halfaj legfeljebb 11,8 centiméter hosszú.

## Életmódja
A trópusi édesvizeket kedveli. A víz fenekén él és keresi a táplálékát.